# Johann Wilhelm Ludwig Gleim
Johann Wilhelm Ludwig Gleim (ur. 2 kwietnia 1719 w Ermsleben; zm. 18 lutego 1803 w Halberstadt) – pisarz niemiecki okresu oświecenia.

## Życiorys
Gleim urodził się w Ermsleben blisko Halberstadt. Studiował prawo na uniwersytecie w Halle, został następnie sekretarzem księcia Wilhelma Brandenburg-Schwedt w Berlinie. Na dworze poznał Kleista, z którym żył w przyjaźni. Gdy książę Wilhelm zginął w bitwie pod Pragą (1757), Gleim przeniósł się do księcia Leopolda von Dessau i został jego sekretarzem. Trudny charakter księcia spowodował jednak rezygnację pisarza ze stanowiska.

## Dzieła
- Versuch in scherzhaften Liedern
- Der blöde Schäfer
- Fabeln
- Romanzen
- Preußische Kriegslieder in den Feldzügen 1756 und 1757 von einem Grenadier
- Petrarchische Gedichte
- Briefe von den Herren Gleim und Jacobi
- Gedichte nach den Minnesingern
- Halladat oder Das rothe Buch
- Preußische Kriegslieder, 1778
- Gedichte nach Walter von der Vogelweide
- Episteln
- Preußische Kriegslieder im May 1790
- Zeitgedichte vom alten Gleim
- Kriegslieder im Jahr 1793